# 汝矣岛站
汝矣岛站（：／ Yeouido yeok */?）是首都圈電鐵5號線與首爾地鐵9號線沿線交會的一座轉乘車站，位於韓國首爾特別市永登浦區汝矣洞。廣域鐵道新安山線完工後預計於本站與5號線、9號線交會轉乘。韓語副站名是「新韓投資證券」（신한투자증권）。

## 車站構造
兩線站體均為2面2線側式月台的地下車站，候車月台皆有裝設月台幕門，並有出口共6處。
5號線月台位於地下4層，9號線月台位於地下2層，剪票閘口則位於地下1層。

### 5號線月台

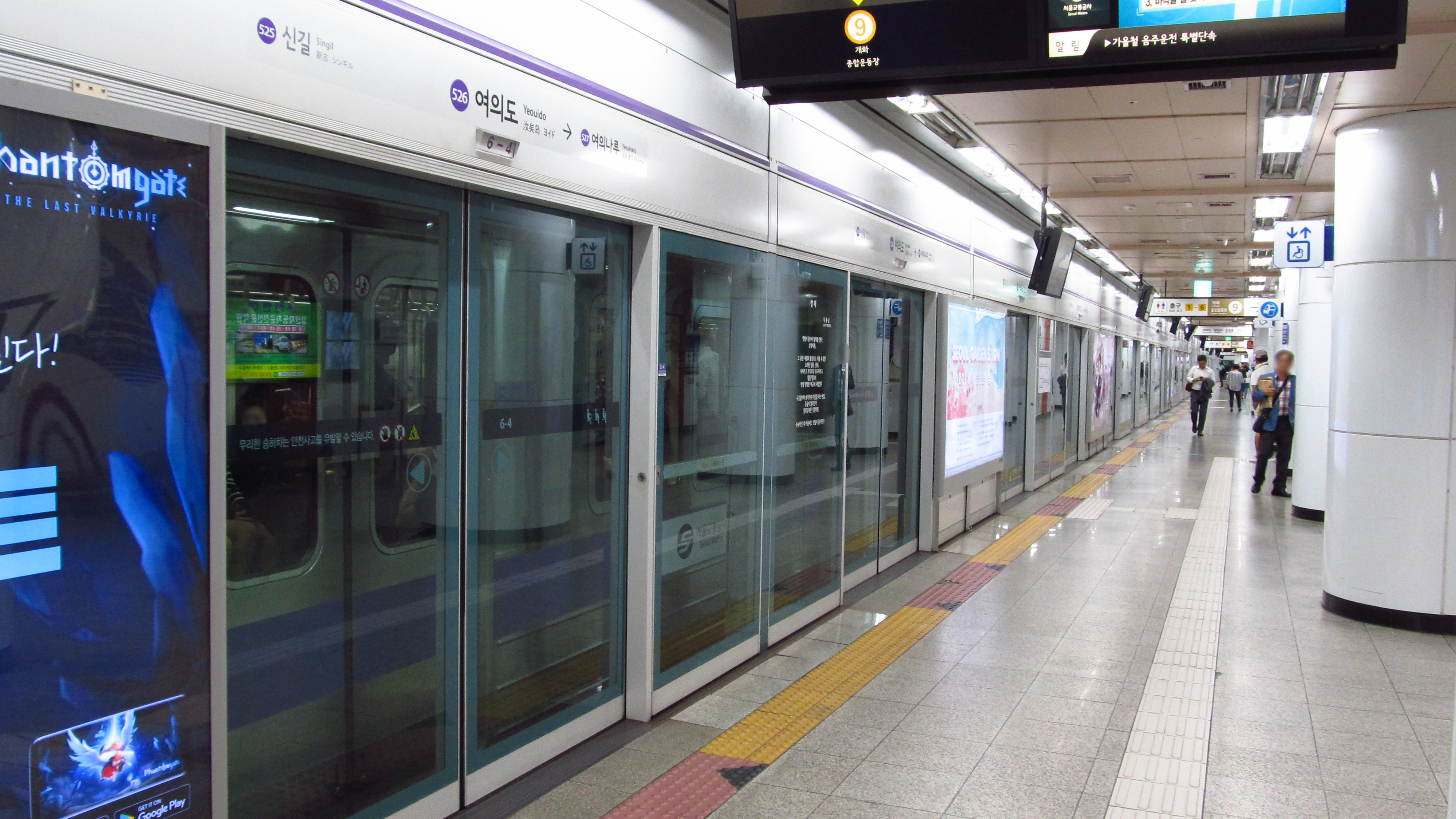
5號線候車月台

| 新吉 ↑     |
| \| 上      |
| ↓ 汝矣渡口 |

| 月台 | 路線             | 目的地                                     |
| ---- | ---------------- | ------------------------------------------ |
| 上行 | ●首都圈電鐵5號線 | 永登浦區廳、喜鵲山、金浦機場、傍花方向     |
| 下行 | ●首都圈電鐵5號線 | 孔德、光化門、上一洞、河南黔丹山、馬川方向 |

### 9號線月台

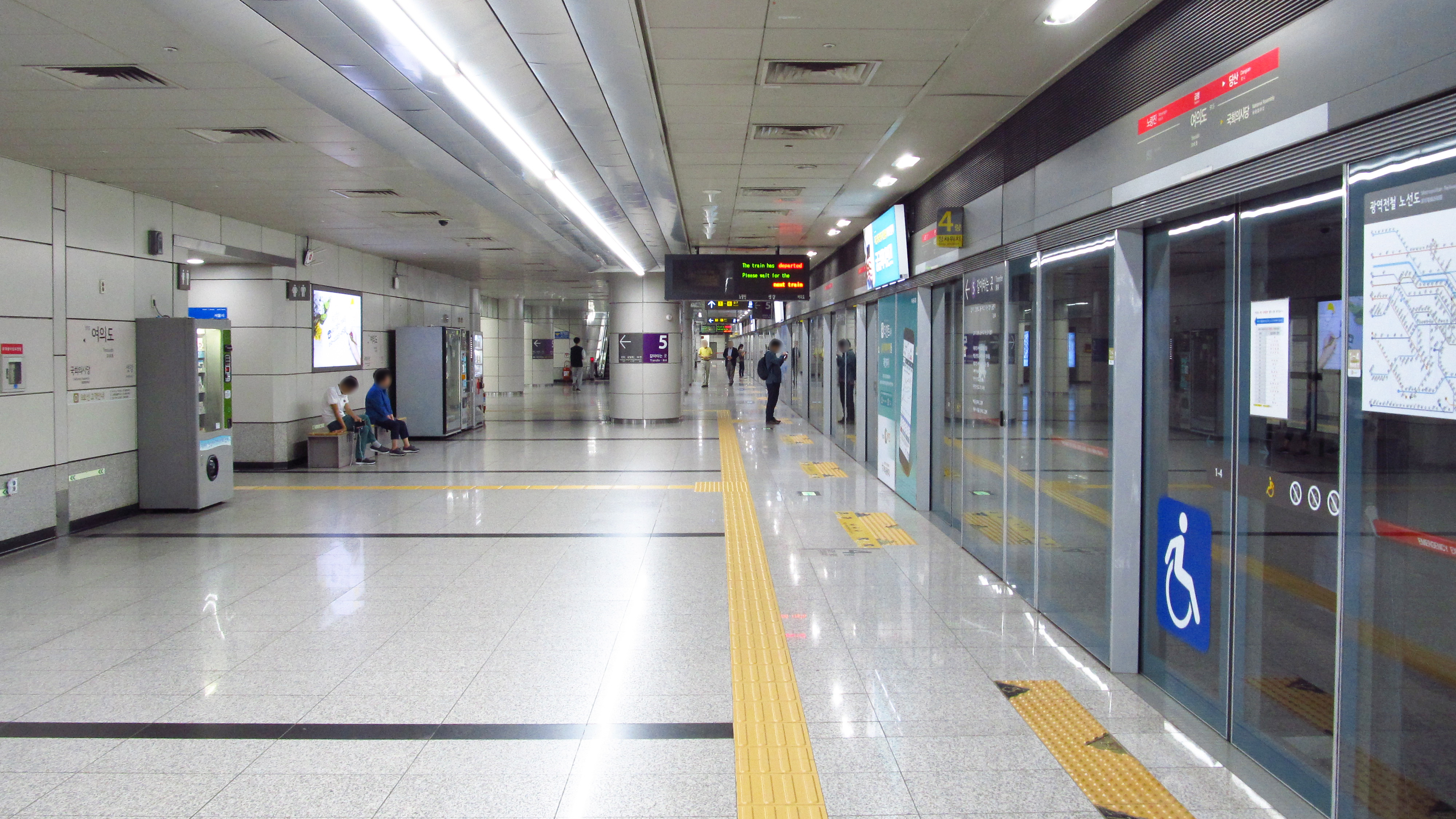
9號線候車月台

| 國會議事堂 ↑ |
| \| 上        |
| ↓ 赛江       |

| 月台 | 路線           | 目的地                                                               |
| ---- | -------------- | -------------------------------------------------------------------- |
| 上行 | ●首爾地鐵9號線 | 堂山、加陽、金浦機場、開花方向                                       |
| 下行 | ●首爾地鐵9號線 | 赛江、銅雀、新論峴、綜合運動場、石村、奧林匹克公園、中央報勳醫院方向 |

## 歷史
- 1996年8月12日：落成啟用。
- 2009年7月24日：9號線站體開通。
- 2021年4月15日：为配合新安山线换乘站建设，2号出口暂时关闭。
- 2022年3月14日：为配合新安山线换乘站建设，4号出口暂时关闭，并开放临时4-1号出口。

## 車站周邊
- 金融监督院
- 韓國教職員共濟會（朝鲜语：한국교직원공제회）
- 賽江綜合生態公園
- 汝矣島公園
- 汝矣島百貨公司
- 汝矣島郵政大樓
- 汝矣島綜合展覽廳
- 汝矣島巴士客運站
- 中小創投企業振興公團（朝鲜语：중소벤처기업진흥공단）
- 韓國證券交易所
- KT汝矣島營業所
- SK證券
- 元大證券
- 放送文化振興會（朝鲜语：방송문화진흥회）
- nh農協銀行（朝鲜语：NH농협은행）汝矣島分行
- 首爾國際金融中心商場
  - 汝矣島CGV
  - 永豐文庫汝矣島店
- 現代百貨首爾店

## 圖片

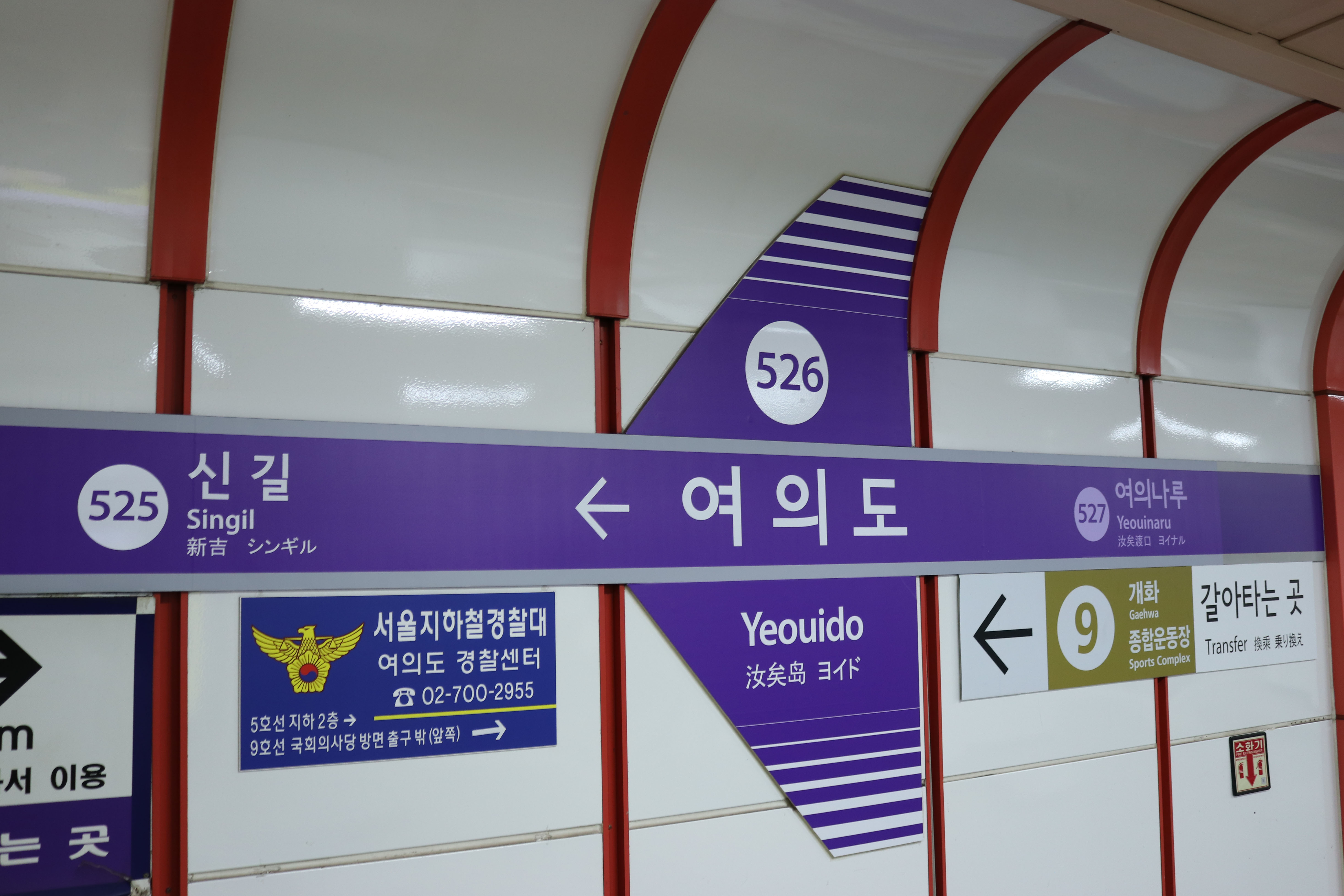
5號線站名牌
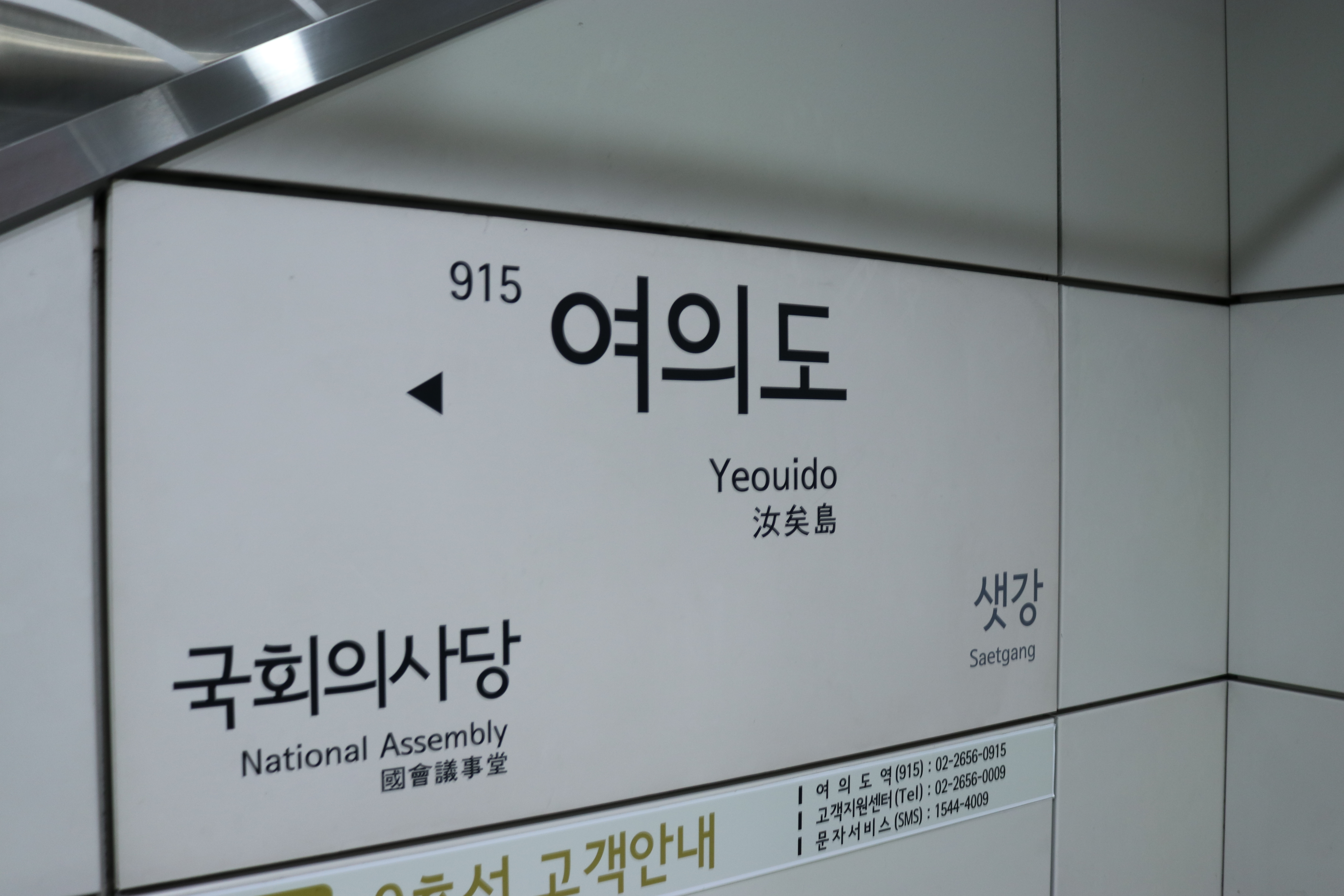
9號線站名牌
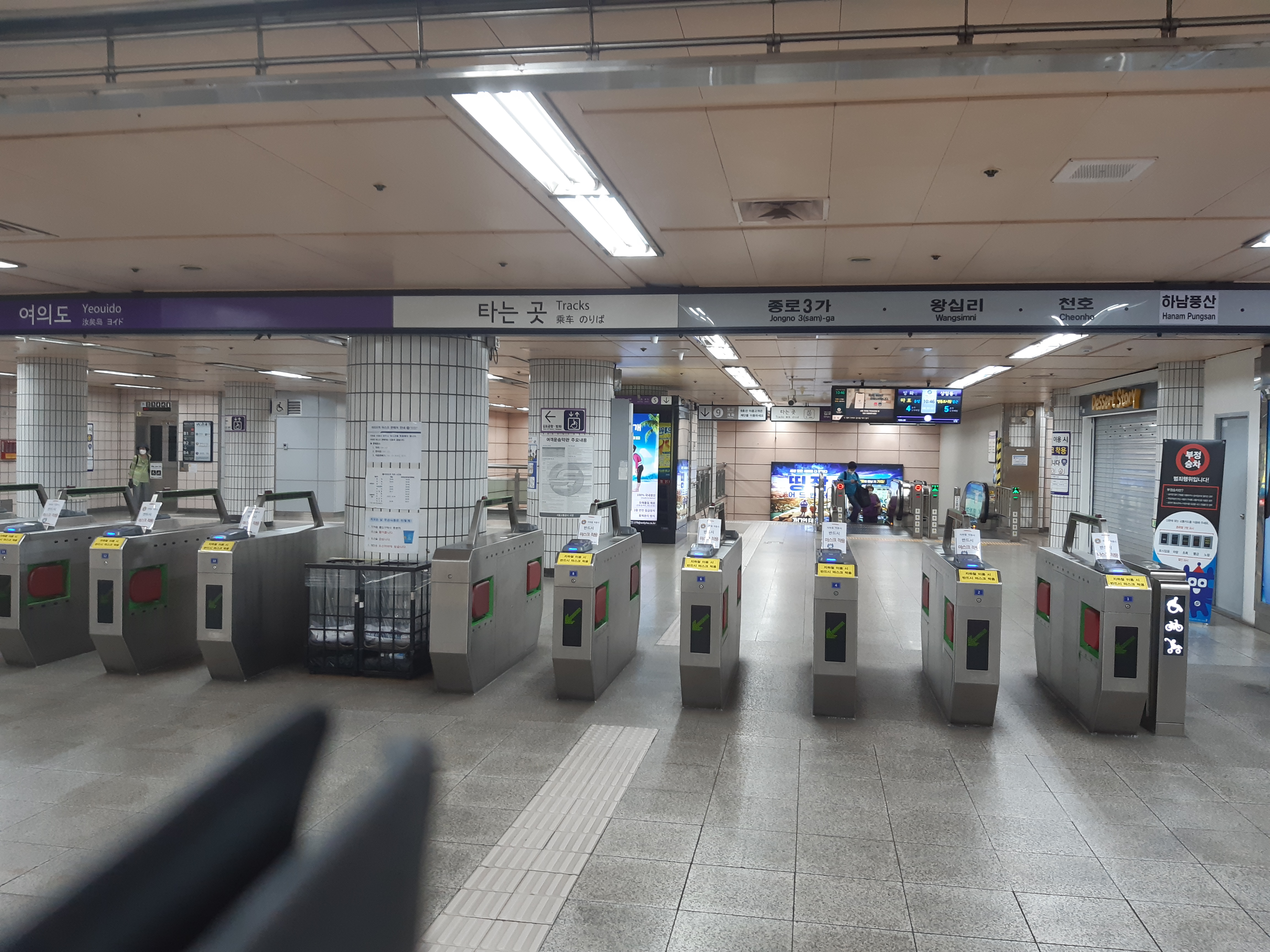
剪票閘口（5號線側）
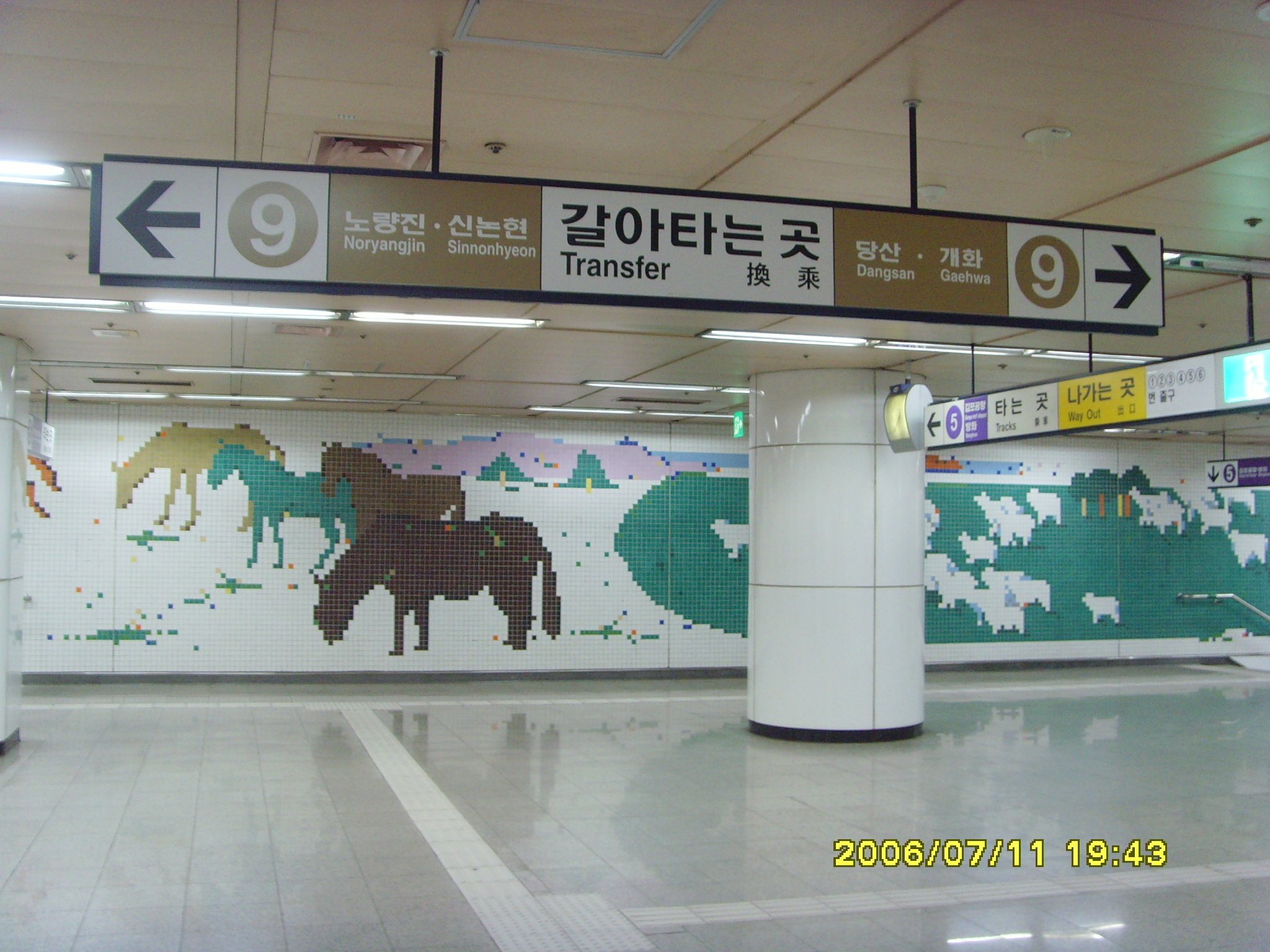
轉乘通道
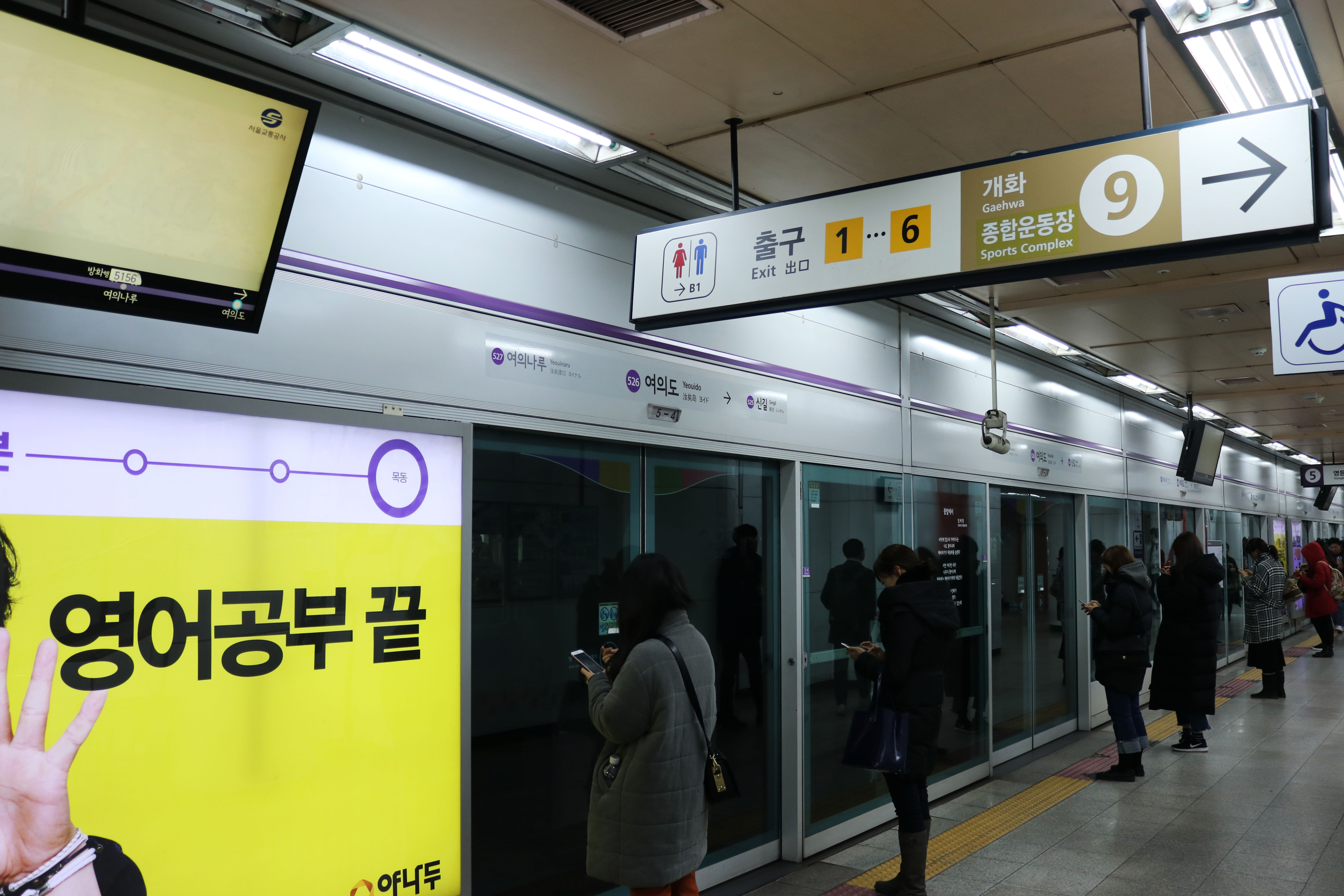
5號線月台
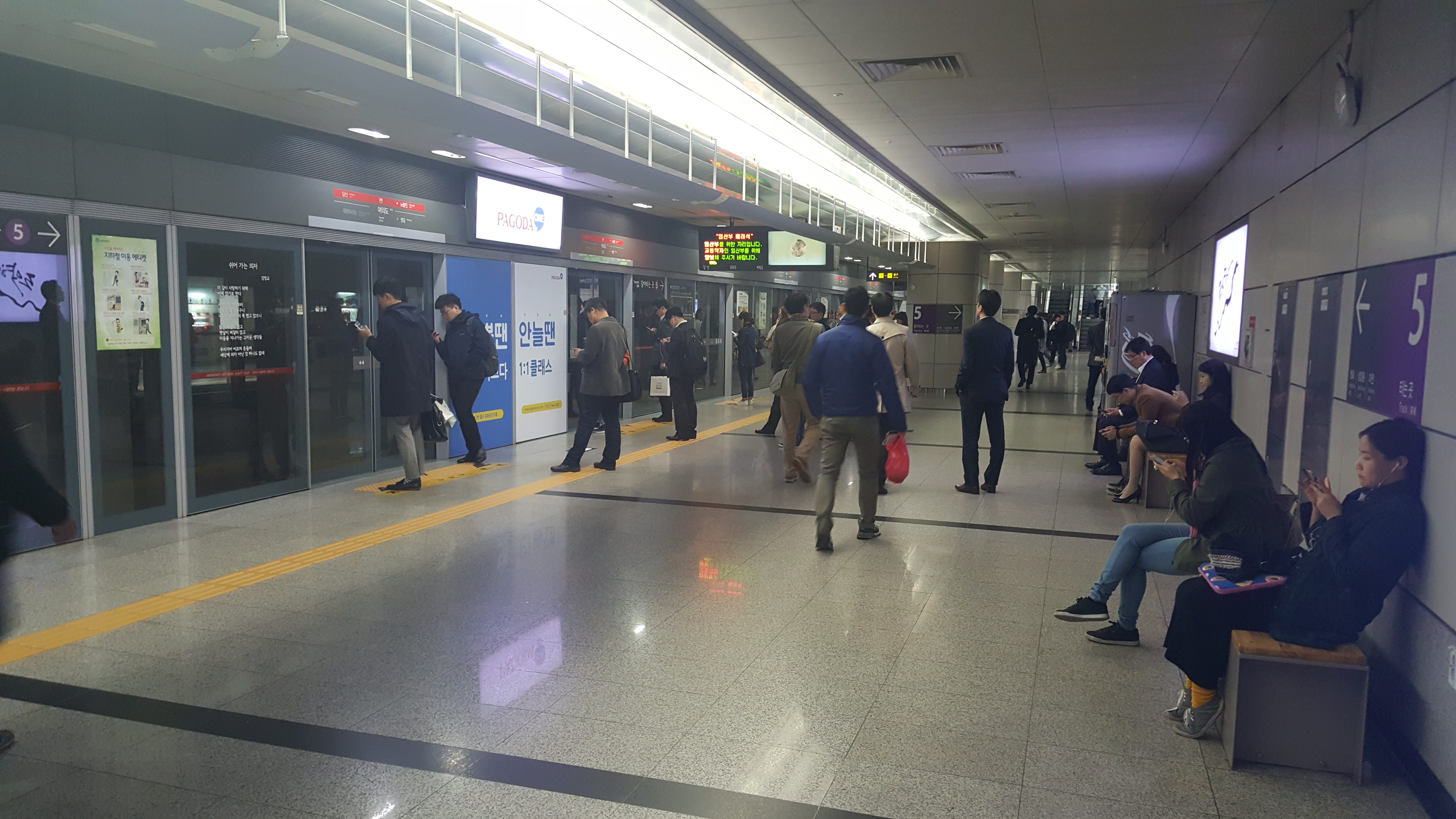
9號線月台
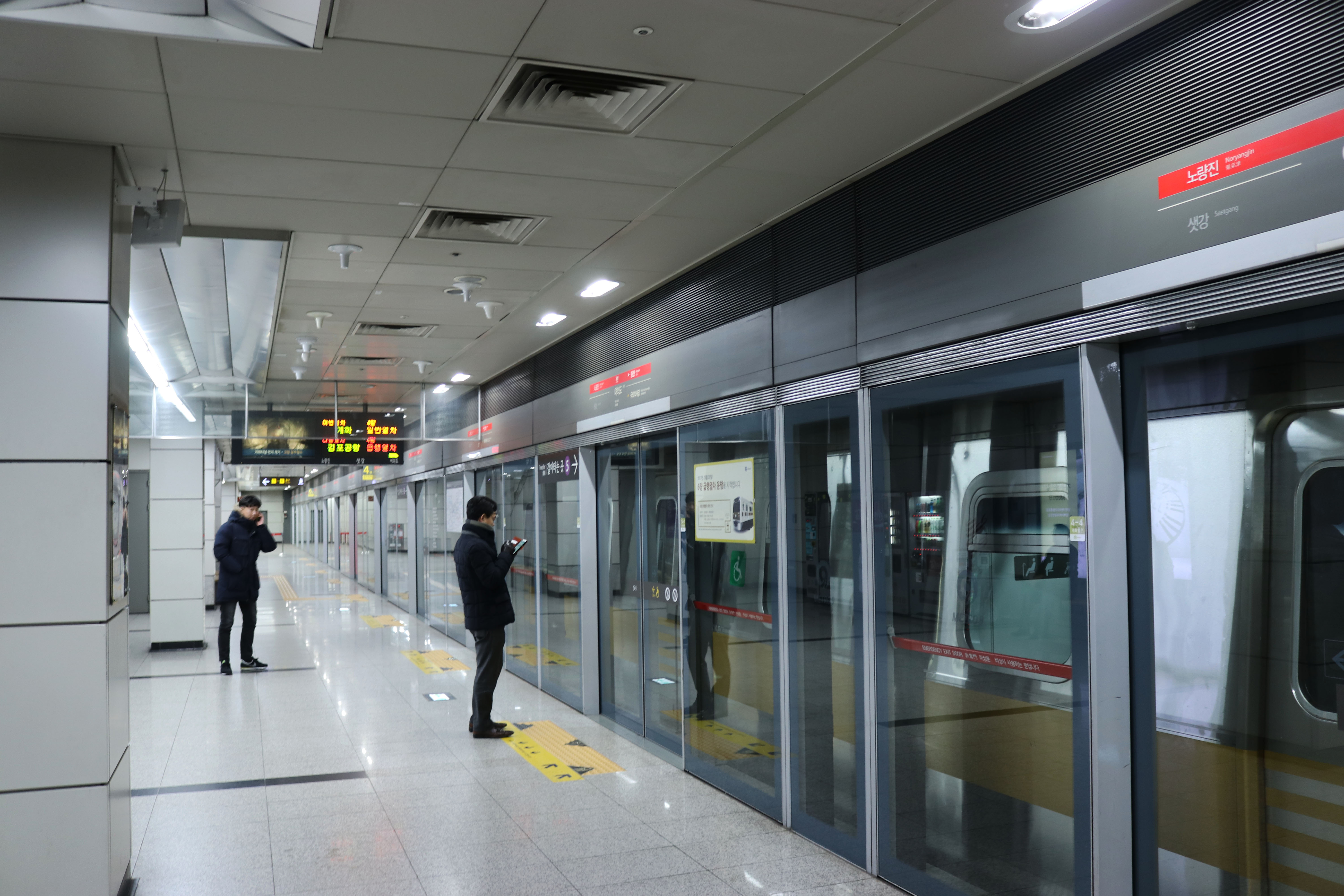
9號線月台

## 相鄰車站
首爾交通公社
●首都圈電鐵5號線
新吉（525）－汝矣島（526）－汝矣渡口（527）
首爾市地鐵9號線
●首爾地鐵9號線
急行
堂山（913）－汝矣島（915）－鷺梁津（917）
一般
國會議事堂（914）－汝矣島（915）－赛江（916）